# Güiro
A güiro (kiejtése kb. „guíro”, IPA: [gwíro]) dörzsöléssel, kaparással megszólaltatott latin-amerikai idiofon hangszer. Nem más, mint egy lopótökből, fából, vastag nádból, néha fémből készült hosszúkás, üreges test, amelyen keresztben sűrűn párhuzamos bemélyedések, rovátkák futnak. Fából készült pálcát, néha fésűszerű eszközt húznak ezeken végig, ez reccsenő, kerregő, surrogó hangokat ad. Indián eredetű hangszer, elsősorban Kuba, a Dominikai Köztársaság és Puerto Rico népzenéjében, populáris zenéjében használatos. A komolyzenében először Igor Stravinsky Le Sacre du Printemps-jában bukkant fel, később Varèse, Chávez, Stockhausen és Berio műveiben is szerepelt.
A güiro különböző változatainak elnevezései még: calabazo, guayo, ralladera, rascador, raspador. A fából készült változat neve reco-reco, a nádból készült hangszeré sapo cubano. A güiro szó a karibi taíno indiánok nyelvéből származik.

## Külső hivatkozások
Güiroiskola (angolul)